# Miobantia ciliata
Miobantia ciliata är en bönsyrseart som beskrevs av Carl Stål 1860. Miobantia ciliata ingår i släktet Miobantia och familjen Thespidae. Inga underarter finns listade i Catalogue of Life.